# 跨性別法 (西班牙)
《促進跨性別人士平等法及保障LGTBI權利法》，通稱為跨性別法，是一部於2023年2月16日通過的西班牙法律。該法律允許年滿16歲者進行性別自我認同，並在全國範圍內禁止扭轉治療。此外，該法律在第46條中規定，無法藉由更改性別登記來迴避之前的法律責任（例如，無法透過合法更改性別登記來逃避性別暴力的判決）。
在經過為期超過半年的漫長辯論後，這項法案在西班牙眾議院以191票贊成，60票反對，91票棄權通過。保守團體、排除跨性別的激進女性主義的部分人士和反對自我認同原則的西班牙工人社會黨（PSOE）部分高層，與進步派及支持LGBTI的力量互相對抗。該法律由第二屆佩德羅·桑切斯政府的平等部通過其代表伊雷內·蒙特羅推動，導致PSOE與共同我们能党組成的聯合政府內部出現衝突，最終導致主要反對者、社會黨籍副主席卡門·卡爾沃離開政府，以及PSOE最資深的跨性別代表之一卡拉·安東內利辭職。
西班牙國王費利佩六世於2023年2月28日批准並頒布了該法律，該法律於2023年3月1日在《西班牙國家官方公報》上發佈，並於次日生效。

## 背景

歐洲允許性別自我認同的國家.

自2009年以來，不同的自治區陸續通過了規範與保障LGBT權益的相關法律，但目前只有八個自治區在地方法律中承認性別自我認同。其中，安達盧西亞於2014年通過的第2/2014號法律在第一條明文保障「有異於出生時指定性別者，享有性別自我認同的權利」。隨後，2015年埃斯特雷馬杜拉、2016年馬德里自治區、巴利阿里群島、穆爾西亞自治區，以及2018年的阿拉貢也陸續通過承認此權利的法律。瓦倫西亞自治區在2017年通過了一部保障跨性別者權益的社區性法律；隔年，瓦倫西亞議會又通過另一部法律，明定每個人有「對於自身性／身體、性別、生理性別、性傾向、性別認同與性別表現自我定義的權利」。同樣在2017年，納瓦拉議會也通過了《LGTBI+平等法》，其中也承認了性別自我認同。
就全國層級而言，〈2007年3月15日第3號法案，關於個人性別紀錄更正的規範法〉，通稱為「性別認同法」，允許跨性別者進行性別變更，但未納入未成年人或移民者，且須有性別不安症診斷及兩年的荷爾蒙治療證明。 此外，雖然未具法律效力，〈2018年10月23日西班牙登記暨公證總署關於跨性別者變更姓名的指示〉，建議戶政機關協助跨性別未成年人變更姓名。
在2012年12月12日的一份報告中，歐洲議會呼籲歐盟各國修改相關法律，以避免對跨性別者的歧視。 在此脈絡下，丹麥於2014年成為第一個通過相關立法的國家。 在西班牙，2014年安達魯西亞自治區通過了一項由安達魯西亞ATA-Sylvia Rivera協會推動的法案，保障性別自我認同權利，被跨性別團體視為「去病理化跨性別」的重要一步。2015年以及後來透過《一個平等的聯盟：LGBTIQ 2020-2025平等戰略》法案，歐盟再次強調，法定性別變更應不限年齡，也不應強制進行醫療或司法鑑定。 之後至2023年《跨性別法》通過前，西班牙已有15個西班牙自治區通過允許性別自我認同的相關法案。
在全國層級，2018年2月23日，Unidos Podemos-En Comú Podem-En Marea的國會團體在眾議院提出由Federación Plataforma Trans與Unidos Podemos共同推動的《跨性別者法律保護及性別認同與性別表現自我決定權法案》。該法案規範，16歲以上的未成年人可以在戶政事務所更改其社會用名與性別，性別選項包含男性、女性或非二元性別；此外，未成年跨性別者可以不需父母同意即可進行荷爾蒙治療，若未滿16歲且未取得父母同意，則可指派司法監護人。 這一切都不需要先經過醫療或心理報告，也不需接受任何醫療、手術或其他程序。

## 背景與程序
在2020年，西班牙第二次桑切斯内阁開始時，由聯合我們能(Unidas Podemos)和工社黨(PSOE)政府的成員組成，由Irene Montero領導的平等部表示願意創建一條允許「性別自我認同」的法律，這被設定為2019年政府聯盟協議的形成條件。 這引起了工社黨部分成員的負面反應，並在2020年6月9日由前副總統Carmen Calvo、前組織秘書José Luis Ábalos以及黨的其他成員簽署的新聞稿中達到高潮，在該新聞稿中他們聲稱，「所謂的"性別身份自由決定權"或"性別自由決定權"在法理上沒有理據」。 然而，黨內一些人物公開表示對該聲明的不贊成：當時在馬德里議會的工社黨議員Carla Antonelli表示，她並不認同一份「未經任何大會發佈的絲綢包裹的文件」。這個衝突，無論是在工社黨內部還是在兩個政府黨之間，都延遲了文本的處理。
2021年3月10日，Mar Cambrollé，跨性別平台聯盟（Federación Plataforma Trans）主席，與超過70位跨性別運動者及跨性別未成年者的母親，一同發起無限期的絕食抗議，要求解鎖由工社黨所擋下的跨性別法案審理程序。

 這項行動在國內外都引起了廣泛關注。

 平等部部長向絕食抗議者表達了她的聲援；他們同時也獲得了性別多樣性與LGTBI權益總署長 Boti García Rodrigo的支持。
 兩天後，由於加泰隆尼亞共和左翼（ERC）、更多國家（Más País）、人民團結候選名單（CUP）和承諾（Compromís）等國會黨團承諾，如果政府在3月23日的部長會議中未能就該法案達成協議並作為法案草案推進，他們將提出更具包容性的跨性別法案提案，以突破政府的阻撓，因此這場絕食抗議隨即結束。

最後，在3月17日，政府無視了由ERC、Más País/Equo、CUP和Compromís議會團體，以及新加入的Junts per Catalunya、Partido Nacionalista Vasco、Nueva Canarias和Coalición Canaria所提出的最後通牒，因此提出了《促進跨性別者實質平等法案》，這是由Trans平台聯盟發起的較為全面的跨性別法案。Unidas Podemos支持這項行動，但並未參與新立法路線的簽署，因其認為部會路線更有效。

 5月18日，該法案被提交表決是否進入審議程序，最終由於右派政黨Vox與人民黨投下反對票，以及工社黨的棄權，該案被否決並終止審議。

 這項社會黨的決定導致跨性別平台聯盟再次要求工人社會黨解決立法程序的僵局，否則要求其成員「不要揮舞LGBT旗幟」，並且不要參加當年在馬德里驕傲遊行。

 最終，在跨性別運動的壓力下，Pedro Sánchez 落實了承諾，將 Carmen Calvo 排除在談判之外，並使該法案回歸最初選擇的立法程序。

經過數月協商後，2021年6月29日，平等部在部長會議上提交了《跨性別者真正且實質平等法案及保障LGTBI者權利法案》草案。該文件包含了16歲以上人士可自由性別自我認同，並預計取消現行法規下變更國民身分證所需的醫療報告或多年荷爾蒙替代療法等程序。
 此外，該初步草案還將兩項原本劃歸為部內專案的法案整合成同一份文件，一項是跨性別法案，另一項是LGBT法案。
 因此，跨性別社群長期以來所要求的專屬法案——即一部專門針對跨性別者的法律——最終未被納入。

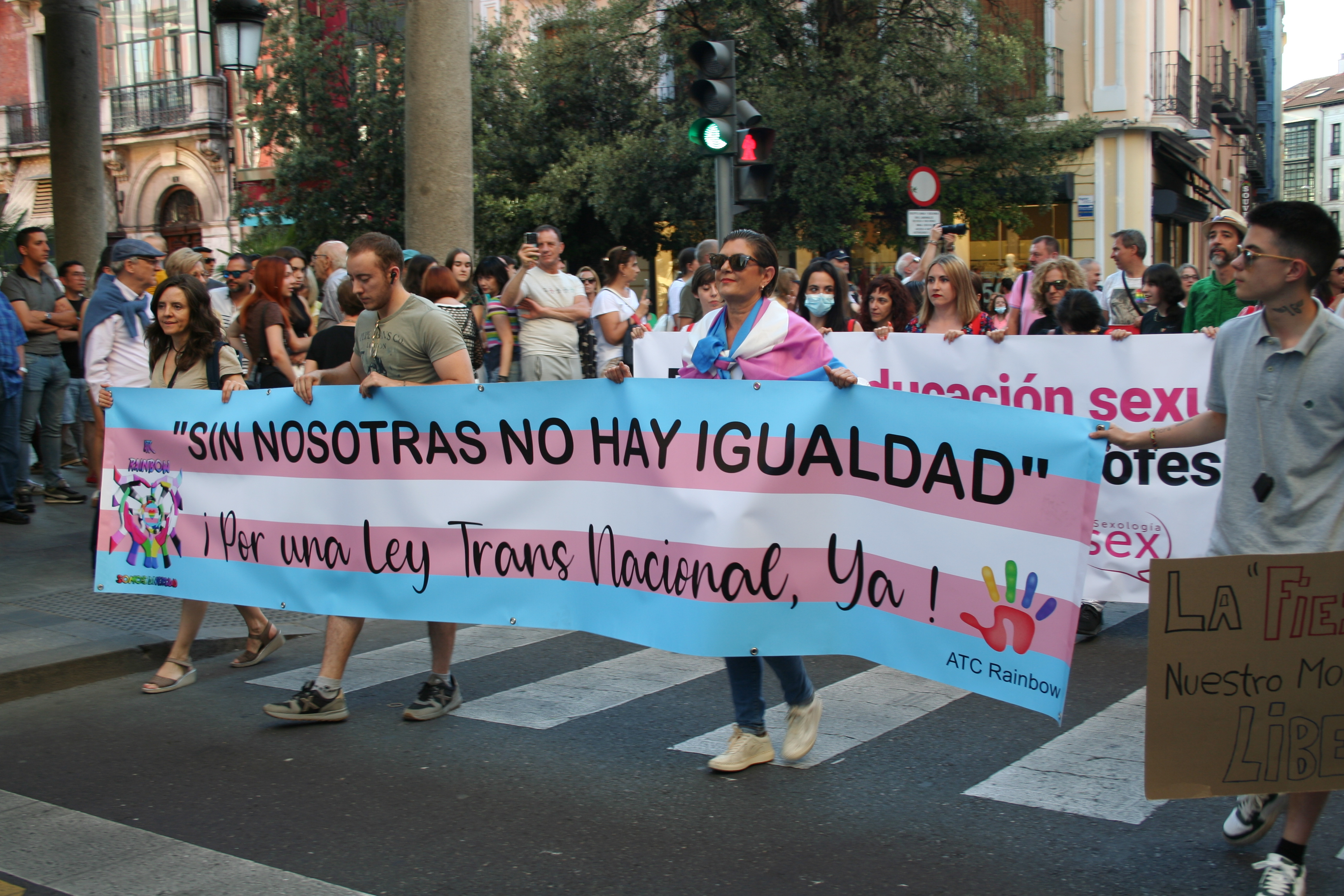
標語牌要求頒布全國性跨性別法，拍攝於2022年巴利亞多利德的LGBT驕傲遊行。

2022年6月27日，該文件再次由部長會議進行審議，並獲得通過，成為法案。新的審議版本並未對原始草案中涉及性別自我認同的條款作出修改：該文本允許12歲起經法院許可辦理法定性別變更，14至16歲需法定代理人同意，而16歲以上則可自主決定。

2022年9月8日，國會主席團宣布應政府請求，將此法案以緊急程序審議，國會議事規則規定的審議時程將減半。

2022年9月21日，政黨Vox和人民黨對《跨性別法》和墮胎權改革法案提出了整體修正案。當中，人民黨將該法案形容為「帶有意識形態色彩、技術法律面不正確且具備爭議的合憲性」，並反對其中包括性別自我認同的相關內容。
 西班牙平權部原本設定的目標日期是在2022年10月19日完成所有修正案的討論。然而，在10月18日星期二的國會投票中，工社黨與人民黨及Vox一同投票同意延長修正案提出的期限。因為這個舉動，馬德里籍國會議員與跨性別權益活動家Carla Antonelli於同日退出該黨。

 在同月25日，PSOE再次要求延長修正案的期限，理由是「法律安全」的考量，並宣布他們無意質疑該法案的核心內容，如性別自我認同。

 三天後，該黨提出了一項修正案，建議修改法律，規定14至16歲的未成年人在變更法定性別時必須獲得法官的許可，這一規定在原本的法案文本中已適用於12至14歲的未成年人。

 因此，將性別自我認同的自由限制於16歲以上的人。
 Además, proponía la necesidad de presentar una autorización judicial para el proceso de reversibilidad del cambio legal.
 另一項由Unidas Podemos、ERC、EH Bildu、PNV、Más País、Canaria聯盟、PdCat、BNG、Junts以及Compromis等政黨共同提出的修正案，包含透過在法律文件中省略性別欄位，來承認非二元性別者的法律地位。
 así como la obligación de respetar el género con el que se identifica el menor en centros educativos.
 另一方面，Más País和Equo則提出了一項修正案，將進行轉換治療在刑法中定為犯罪。

然而，11月28日，平等部長在接受《RTVE》訪問時表示，工社黨「不想要一個有關跨性別法的協議」，並且讓這項法案進入「非常困難的審議程序」。工社黨則表示，他們這麼做是為了「追求法律上的保障」。
而且，儘管兩個組織都相信這項法案能在年底前通過，
 11月30日，雙方宣布談判暫停兩週，且各黨立場並未改變。
 因此，數個LGBT組織號召於12月10日舉辦遊行，以支持該法案，並抗議他們所稱的工社黨「阻擋」立法行動。

儘管如此，兩天後的12月12日，工社黨提出的修正案在平等委員會遭到否決，13票贊成、23票反對，因此法案內容保留了14歲起不需法官同意即可進行性別自我認同的規定。在這之後，工社黨的代表表示，黨內未來不會再嘗試修改該法條的相關內容。
 然而，允許非二元性別者合法登記的修正案，以及將進行性傾向矯正治療列為刑法犯罪的修正案，因為工社黨、人民黨和Vox的反對票而遭到否決。

### 通過法案

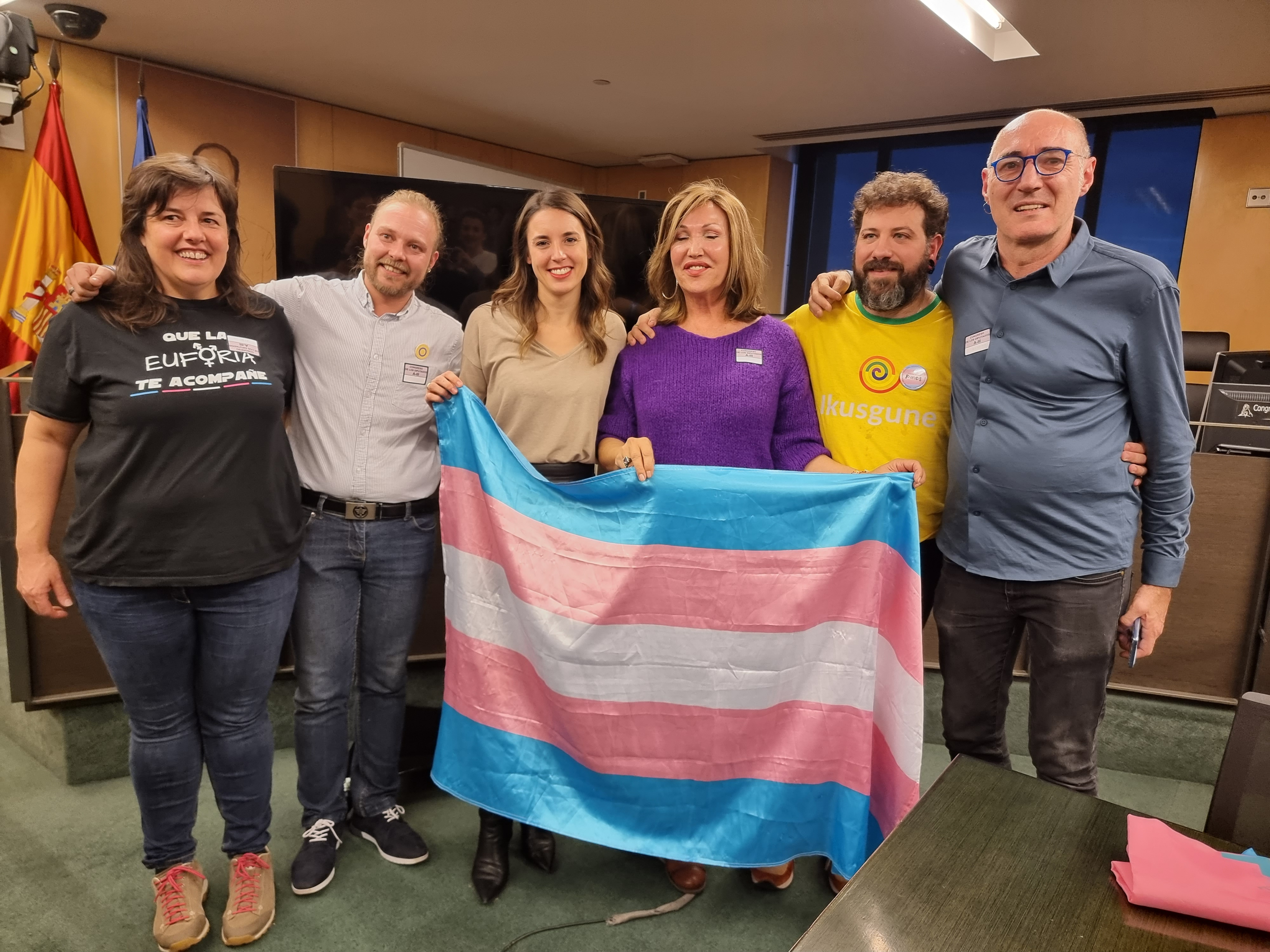
時任平等部長的Irene Montero在國會通過該法案後，與跨性別權益的行動者一同合照。

在2022年12月21日的辯論之後，該法案於隔日在眾議院獲得首次通過，獲得188票贊成、150票反對以及七票棄權。其中，Carmen Calvo 是唯一採取棄權立場的工社黨成員。

 投票結束後，LGTBI團體的代表在表決時位於議會觀眾席，並以鼓掌方式表示贊同。

| 國會黨團 | 國會黨團                                                    | 贊成 | 反對 | 棄權 | 未投票 | 總計 |
| -------- | ----------------------------------------------------------- | ---- | ---- | ---- | ------ | ---- |
|          | Socialista                                                  | 118  |      | 1    | 1      | 120  |
|          | Popular                                                     |      | 86   | 1    | 1      | 88   |
|          | Vox                                                         |      | 52   |      |        | 52   |
|          | Confederal de Unidas Podemos-En Comú Podem-Galicia en Común | 32   |      |      | 1      | 33   |
|          | Republicano                                                 | 13   |      |      |        | 13   |
|          | Plural                                                      | 8    |      | 3    | 1      | 12   |
|          | Ciudadanos                                                  |      | 8    | 1    |        | 9    |
|          | Vasco (EAJ-PNV)                                             | 6    |      |      |        | 6    |
|          | Euskal Herria Bildu                                         | 5    |      |      |        | 5    |
|          | Mixto                                                       | 6    | 4    | 1    |        | 11   |
| Total    | Total                                                       | 188  | 150  | 7    | 4      | 349  |
| Ref.     |                                                             |      |      |      |        |      |

### 參議院通過
在西班牙眾議院首次通過後，該法案自2023年1月20日起在參議院（上議院）進行討論。
 在這裡，工社黨重申在此審議階段不會對該法案提出修正案的立場。

人民黨則提出了共86項修正案，主張刪除性別自我認同或更改法律登記姓名的可能性，同時要求修改法律文本中所禁止的「轉化治療」的定義，使之排除「未成年人或其法定代理人為獲得關於可能性別焦慮的專業協助而接受的醫療或心理諮詢」。

另一方面，ERC 提出了共 102 項修正案，旨在擴大對無性戀者與非二元性別者的保障。其中一項修正案還包括要求員工超過 50 人的企業必須制定該政黨所稱的「LGTBIA+ 平等計畫」。

其他政黨如 PNV、Ciudadanos 和 Geroa Bai 也對該法案提出了修正案。
 提出修正案的截止日期是2023年1月26日。

該法案於2023年2月9日在這個議會中通過，贊成票144票，反對票108票，另有兩票棄權。

### 國會最終通過
該法案於2023年2月16日在國會表決後通過最後階段，當天以191票贊成、60票反對及91票棄權獲得最終批准。

| 國會黨團 | 國會黨團                                                    | 贊成 | 反對 | 棄權 | 未投票 | 總計 |
| -------- | ----------------------------------------------------------- | ---- | ---- | ---- | ------ | ---- |
|          | Socialista                                                  | 116  |      | 1    | 2      | 119  |
|          | Popular                                                     |      |      | 88   |        | 88   |
|          | Vox                                                         |      | 52   |      |        | 52   |
|          | Confederal de Unidas Podemos-En Comú Podem-Galicia en Común | 32   |      |      | 1      | 33   |
|          | Republicano                                                 | 12   |      |      | 1      | 13   |
|          | Plural                                                      | 11   |      | 3    | 1      | 12   |
|          | Ciudadanos                                                  | 9    |      |      |        | 9    |
|          | Vasco (EAJ-PNV)                                             | 6    |      |      |        | 6    |
|          | Euskal Herria Bildu                                         |      | 5    |      |        | 5    |
|          | Mixto                                                       | 5    | 3    | 2    | 1      | 11   |
| Total    | Total                                                       | 191  | 60   | 91   | 6      | 348  |
| Ref.     |                                                             |      |      |      |        |      |

在辯論發言時，平等部長向支持跨性別權益協會的成員致詞，向他們「道歉」，表示「未能避免」在法案審議過程中出現「仇恨言論」。

該法於2023年3月1日刊登於《西班牙国家官方公报》，並於次日（3月2日）正式生效。

## 內容
跨性別法修改了西班牙法律中的多個層面，影響在西班牙境內與LGBT族群相關的各種法律程序。
該法文本在該國實現了性別自我認同，允許在戶政機關修改法律性別，無需提交醫療報告或事先接受治療，將該程序與病理和疾病無關。這一原則透過當事人親自提出「對所登記性別表示不同意」的申請得以實施。
 該規定根據年齡分段適用：16歲以上者可無條件辦理，14至16歲需取得父母同意，12至14歲則須經法院同意。

 對於12歲以下的未成年人，法律承認「確實有年紀更小的兒童，清楚感受到與出生時指定性別不同的自我性別認同，而在這些情況下延遲採取措施，可能對其個人發展產生不良影響」，因此產生法律上的模糊空間。

 變更性別的意願需要在首次表達意願後四個月內進行再次確認，並透過一份表單，說明「對其出生登記所載性別的不同意」，同時當事人會由國家機關人員告知此變更在法律上的影響。該人員的職責包括查驗文件，並須自第二次聲明之日起最遲一個月內作出決定。
 對於14至16歲、法定代理人意見不一致的情況，法律規定可指派司法監護人協助。
 法律也允許在變更法律性別時一併更改姓名。
 法條也允許具有西班牙合法居留身份的跨性別移民，如果在原籍國無法辦理，則可提出申請。

2023年6月3日，《BOE》發布了一項指示，明確規範了民事登記機關在收到法律性別變更申請時應遵循的步驟。該指示說明，申請可以在「任何一個戶籍登記處」辦理，並且必須由登記處負責人辦理相關程序。

 此外，該指示也說明了需提交的文件：出生證明和DNI；對於16歲以下的未成年人，申請時必須由其法定代理人陪同；對於14歲以下的未成年人，還需附上授權該程序的法院判決。指示也規定，經辦人員必須向當事人說明此程序的法律後果，並且申請必須經過兩次確認，兩次之間須間隔三個月。

法律在第46條中明確提到，在變更性別登記之前，當事人不得規避原本適用的法律體系，並說明在這項變更前所犯下的罪行具有法律效力，且變更後仍會適用：

登記性別標註的更正，以及在必要時變更姓名，並不會改變依據《2004年12月28日第1號基本法：全方位保障對抗性別暴力措施法》於登記變更前適用於該人的法律規範。——跨性別者實質平等與權益保障法，以及LGTBI族群權利保障法，第46條

該法律也禁止性傾向矯正治療，因為這些治療被認為沒有任何科學根據。
 法律將其定義為：「為了改變他人性傾向、性別認同或性別表現，而採取的任何形式的避免、矯正或反制約的方法、計畫和治療，即使當事人或其法定代理人同意也包含在內。」
 對於違法施行此類治療者，規定的罰款金額介於10,000至150,000歐元之間。

同時，條文也禁止對12歲以下未成年人施行被稱為「正常化雙性」的手術。
除非「為了保護其健康有必要採取相反行動」的情況下才可進行。此外，條文也允許他們的官方文件上「性別」欄位可以留白。
對於有相關情況的新生兒，則允許父母讓嬰兒的法定性別欄位在一年內保持空白。

此外，該法案在學校中引入了一系列措施，以消除對該族群成員的歧視。其中規定跨性別未成年人在教育領域應「依其性別認同」被對待，並提供防止此類霸凌的措施。
該法案還規定了其他內容，例如女性伴侶若欲為其子女辦理親屬登記，無須締結合法婚姻；跨性別與間性人可依照一定醫療程序辦理相關事宜，以及規定員工超過50人的企業必須推動平等計畫，並鼓勵針對LGBT族群進行調查與研究。

## 各界反應

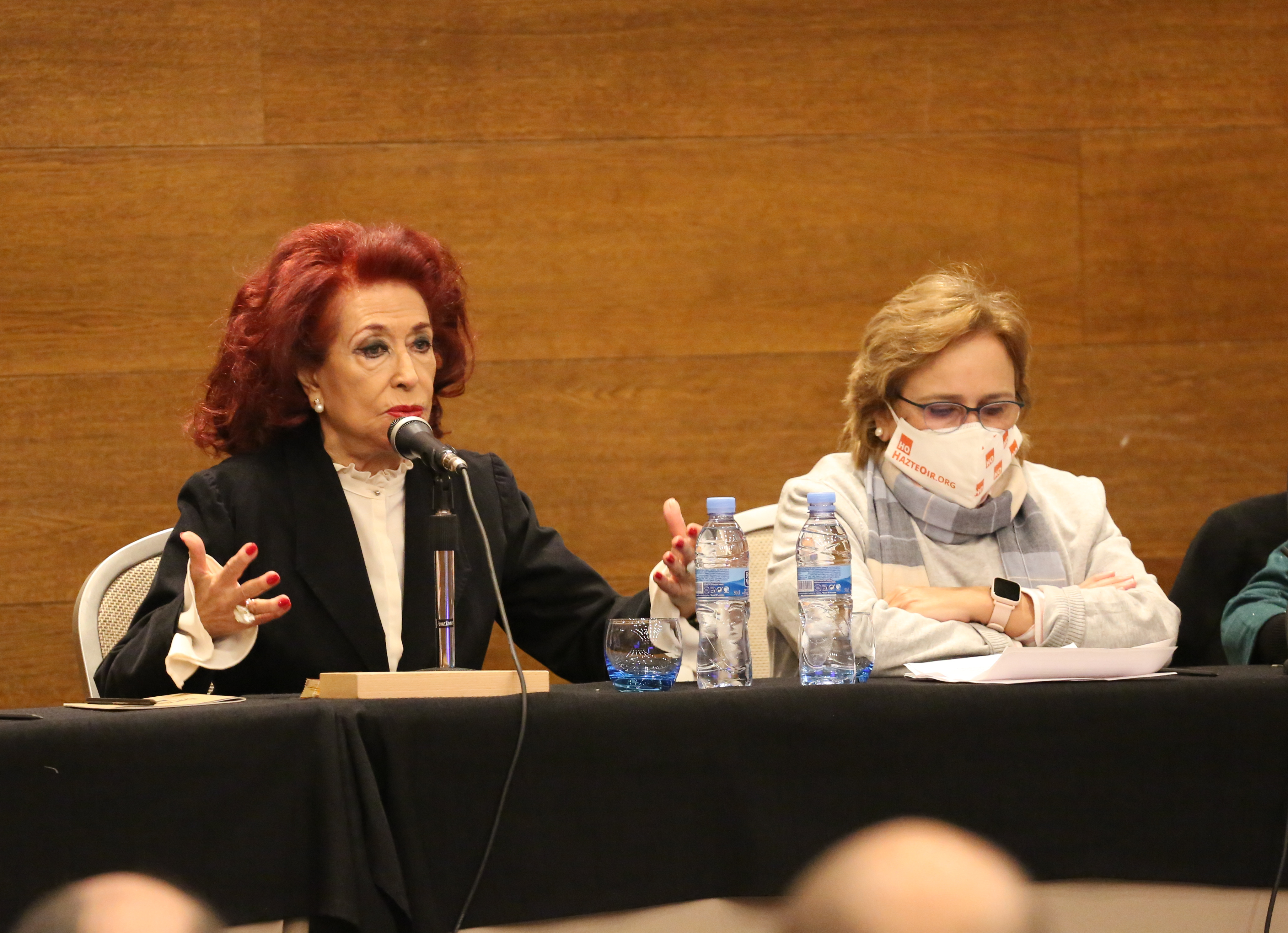
西班牙女性主義黨和Hazte Oír的代表於2021年3月22日參加了一場反對跨性別法案的辯論會。

在2022年8月底，反對黨的反應中，人民黨Alberto Núñez Feijóo表示，如果在下次選舉中勝選，將會廢除跨性別法等法律，並將其稱為「宣傳工具」。

 這一立場在2022年12月再次被重申。
 在該法通過後，該黨表示不會向憲法法院提出異議，但再次承諾日後會廢除這項法律。

一些女性主義者團體，在媒體上由如Lucía Etxebarría或Ángeles Álvarez等人物代表，並被歸類為排除跨性別女性的女性主義，反對這項法律。

 在西班牙工人社會黨（PSOE）內部，主要的反對者之一——同樣屬於這個派系——是前副總理Carmen Calvo，她批評這項法律處理性別認同議題的方式。

 有些媒體將她在2021年6月被撤換並離開政府一事，與她在前幾個月堅決反對這項改革，以及這可能在黨內女性主義派系間造成的分裂，聯繫在一起。

 離開內閣後，Calvo仍持續批評這份文件。

 2021年3月23日，西班牙女性主義黨（Partido Feminista de España）於2019年12月4日曾發表聲明，明確表示反對支持跨性別族群的相關法案，並因此採取了排除跨性別者的立場。

 該黨與極端保守組織Vox及Hazte Oír共同舉辦了反對跨性別法案的座談會，此舉引來包容跨性別女性的女性主義陣營的批評，也導致共和替代黨與其決裂。

在國會第一次投票通過該法案成為法律後，全國女同性戀、男同性戀、跨性別、雙性別、雙性人及更多族群聯合會（FELGTBI+）、Chrysallis、跨性別兒少家庭協會和Triángulo基金會共同發表聲明，表示「[這項]立法再次讓西班牙成為LGTBI+權益領先的國家之一」，但同時也指出有些族群的權益仍未被納入法規中。
 全國跨性別平台協會則由其主席Mar Cambrollé於2022年10月表示「樂觀」，認為這項法律「不容許任何猶豫不決的立場」。
未將針對非二元性別者的具體措施納入，例如在官方文件中設置第三性別欄位，引發了FELGTBI+主席Uge Sangil和非二元性別協會的批評。

 2023年年度Rainbow Europe指數將西班牙排在第4名，較前一年的第10名有所進步，原因是該國推出了「一項全面法案，規範以自我認同為基礎的性別法律承認，禁止對雙性兒童進行生殖器切割、所謂的矯正治療，以及基於性傾向、性別認同和性特徵的歧視」。

## 公眾輿論
2019年，歐盟進行了「特別晴雨表493」調查，這是一項旨在探查歐盟公民在各類歧視領域看法的調查。其中一個問題是：「您認為跨性別者是否應該能夠更改其身分證件，以反映其內在認同？」在西班牙，有83%的受訪者做出了肯定的回答——這是歐盟中最高的比例，而有8%表示「不」。

在2021年7月，《El Periódico》刊登了由Gabinet d'Estudis Socials i Opinió Pública（GESOP）所做的調查，其中87.3%的受訪者支持該法案草案，而有8.5%表示不同意。

在2022年10月，《El Mundo》公布了Sigma所做的另一項調查，當時該法案正在審議過程中，有65.1%的受訪者認為「及早通過《跨性別法》很重要」，相較之下有24.2%認為不重要。有63.3%支持「可以自由選擇性別，而不需考慮生物性別」，而26.7%表示反對。對於「性別自我認同是否威脅到女性既有權利」這個問題，有53.5%回答「不會」，而32.7%則認為「會」。

## 註記
1. ↑  在法國[6] 以及在希臘[7] 進行變更時需要法院許可。
2. ↑  [https://dpej.rae.es/lema/enmienda-a-la-totalidad 請參閱《西班牙語法律辭典》中該詞語的定義，來源自RAE。
3. ↑  在《跨性別者法》實施之前，必須有性別不安的診斷，且須接受兩年賀爾蒙治療。
[75]
[76]